# Gerard Wiegel
Gerard Wiegel (Amsterdam,
2 juli 1926 – 21 maart 2017) was een Nederlandse cartoonist, stripauteur en illustrator.
Hij was 55 jaar lang cartoonist bij de krant Cobouw.

## Leven
Wiegel groeide op in Amsterdam. In de jaren 40 werkte hij bij een verzekeringsbank. Hij was aanwezig bij de schietpartij op de Dam van 7 mei 1945. Later vestigde hij zich in Den Haag.
In de jaren 50 begon hij als cartoonist. Zijn werk verscheen in Duitse tijdschriften zoals Neue Illustrierte en  Frankfurter Illustrierte. Eind jaren 50 tekende hij enkele strips, waaronder Conny en Flossie, voor enkele Nederlandse tijdschriften. Begin de jaren 60 tekende hij voor het tijdschrift Kris Kras. Hier was hij naast striptekenaar ook illustrator en cartoonist. Voor Kris Kras tekende hij de strips Tiep en Professor Vliegop. In 1961 begon Wiegel als vaste cartoonist bij de Nederlandse krant Cobouw. Aanvankelijk verschenen zijn cartoons op de voorpagina, maar die verhuisden later naar de opiniepagina.
Vanaf 1965 tekende Wiegel de strip Kimo voor het tijdschrift Okki. Daar werd later een tweede hoofdpersonage aan toegevoegd, waarna de strip als Kimo en Kaja verscheen tot 1975. Van 1967 tot 1970 verscheen Wiegels bekendste strip Professor Cumulus in de krant de Volkskrant. Eind jaren 60 illustreerde hij enkele boekjes voor de supermarktketen Coop.
Van 1970 tot 1971 tekende Wiegel naast zijn dagelijkse cartoons de wekelijke strip Ouwe jongens voor Cobouw. 
In 2016 werd Cobouw een weekblad, en Wiegel ging in juni van dat jaar met pensioen. Hij overleed op 21 maart 2017.

## Strips
Wiegel tekende onderstaande strips in verscheidene tijdschriften en kranten:
- Hoezepoes (1958-1960) in Disco Discussies
- Flossie (1958-1962) in VARAgids
- Conny (1958-1965) in Co-op Nieuws
- Tiep (1960-1965) in Kris Kras. Er zijn in totaal ruim 100 afleveringen verschenen.
- Professor Vliegop (1962-1965) in Kris Kras. Deze verhalen vormen een voorloper van Professor Cumulus.
- Diederik Draad (1965), album
- Kimo en Kaja (1965[3]-1975) in Okki
- Professor Cumulus (1967-1970) in de Volkskrant; later herdrukt in de Arnhemse Courant
- Ron Spetter: De wegpiraten (1974)[4], album
- In betere kringen (1976-1977) in Accent

## Overzicht verhalen Professor Vliegop en Prfessor Cumulus

### Professor Vliegop
1. Prof. Vliegop - 21 afl.
2. Professor Vliegop en de watertrapper - 19 afl.

### Professor Cumulus
1. De gouden kern - afl. 1-60
2. De Baanbrekers - afl. 61-120
3. De Praatkeien - afl. 121-180
4. De Doorrokers - afl. 181-240
5. De Haarklovers - 241-300
6. De Armlastigen - 301-360
7. De Stolpbroeders - 361-420
8. De Calorieten - 421-480
9. De Gisterblikkers - 481-540
10. De Sjokkers - 540-600
11. De Flacon 2 - 601-660
12. De King Sizers - 661-720
13. De Aquanten - 721-780
14. De Zonzoekers - 781-840
15. De Naggelbuis - 841-900
16. De bla-blaters - afl. 901-960
17. De Muta-toren - afl. 961-1020

## Trivia
- In 2004 werd er een straat in de stripheldenbuurt in Almere naar de strip Professor Cumulus vernoemd.